# 摩湯山古墳
摩湯山古墳（日语：／ Mayuyamakofun）是位於日本大阪府岸和田市摩湯町的一座前方後圓墳，為日本國史跡。

## 概要
古墳位於大阪府南部的東南偏南方向所在的丘陵的西北面先端處。1932年，梅原末治對墳丘展開了測量，並且提交了觀察報告。1956年，古墳範圍獲指定為日本國史跡。1997年至1998年度，大阪府教育委員會曾經在周濠的周堤部分展開了考古調查。2010年8月5日，文化廳追加指定了古墳的史跡範圍。
古墳屬於柄鏡式的前方後圓墳，前方部分朝向西北面。墳丘表面鋪有葺石，亦出土了圓筒埴輪（器材埴輪、鰭付圓筒埴、朝顏形埴輪等等），左右的中間細部建有造出，墳丘周圍亦曾經建有周濠，但是現在已經是蓄水池的一部分。雖然墓室形態不明，但是由於發現了後圓部中央部分的陷沒坑以及散落的綠泥片岩，因此推測是豎穴式石室。出土文物除了埴輪碎片外，從墳頂部分也出土高杯的土師器。類近的馬子塚古墳和稻荷山古墳則被認為是此古墳的陪葬墓。
古墳推測建於古墳時代前期（約4世紀後半或4世紀末）。古墳作為前期古墳在畿內古墳中規模也是首屈一指，在和泉地方的前方後圓墳中則屬於歷史最久的古墳之一。

## 規模
古墳規模如下。
- 墳丘長約200米
- 後圓部分直徑約127米
- 前方部分寬約100米

前方部分的周濠呈馬蹄形，寬約36米。周濠的墳丘中間細部附近有一渡土堤，推測也是與古墳屬同一時期的建築物。
古墳墳形與位於奈良縣奈良市的佐紀陵山古墳的墳形類近，鑑於這類前方後圓墳以包圍畿內的形式分佈於各地，因此推測在建造當時曾經出現過畿內制般的領域支配。

## 陪葬墓
古墳附近建有兩座陪葬墓，分別是位於南面的馬子塚古墳和北面的稻荷山古墳，附近也建有狐塚，而古墳東北面的式內社淡路神社的境內也出土過圓筒埴輪，因此推測該處也曾經建有古墳。
其中的馬子塚古墳是一座邊長35米的方墳，墳丘為兩層，表面有圓筒埴輪，墓室形態推測為粘土槨。1958年，古墳前方部分正對面的長池由於進行堤壩的修葺工程而大幅削平了墳丘，卻因緣際會下出土了斜緣二神二獸鏡和管玉15個，古墳的建造時期推測是約4世紀後半或5世紀初頭。

## 文化財

### 日本國史跡
- 摩湯山古墳 - 1956年5月15日指定，2010年8月5日史跡範圍追加指定[3]。

## 外部連結
- - 國指定文化財等數據庫（日語）
- 摩湯山古墳